# Cao Sang
Cao Sang (ur. 6 września 1973) – wietnamski szachista, w latach 2001–2010 reprezentant Węgier, arcymistrz od 2003 roku.

## Kariera szachowa
W pierwszej połowie lat 90. XX wieku należał do ścisłej czołówki wietnamskich szachistów. Między 1990 a 1996 czterokrotnie startował w szachowych olimpiadach, był również trzykrotnym (w latach 1991–1995) uczestnikiem drużynowych mistrzostw Azji, w 1991, zdobywając brązowy medal za indywidualny wynik na V szachownicy.
W 1995 zamieszkał w Budapeszcie i w kolejnych latach wielokrotnie uczestniczył w cyklicznych turniejach First Saturday, w wielu z nich osiągając sukcesy, m.in. trzykrotnie dz. I m. w 1995 (edycje FS07 IM-A, wspólnie z Maksimem Iwachinem; FS11 GM, wspólnie z Sarunasem Sulskisem i Aleksandrem Wołżynem oraz FS12 GM, wspólnie z Evarthem Kahnem i Jurijem Zimmermanem), II m. w 1995 (FS05 IM, za Đào Thiên Hảiem), II m. w 1996 (FS07 GM, za Władimirem Małachowem) oraz II m. w 1997 (FS02 GM, za Georgiem Siegelem).
W 2002 zdobył brązowy medal w rozegranym w Balatonlelle finale indywidualnych mistrzostw kraju. W 2005 zakwalifikował się do turnieju o Puchar Świata, w I rundzie zwyciężając Andrija Wołokitina, a w drugiej przegrywając z Xu Junem. W 2009 podzielił I m. w Zalakaros (wspólnie z Gyulą Papem i Nguyễn Huỳnh Minh Huyem) oraz w Harkanach (wspólnie z Jewgienijem Romanowem i Konstantinem Czernyszowem).
Najwyższy wynik rankingowy w karierze osiągnął 1 stycznia 2010; mając 2557 punktów, zajmował wówczas 12. miejsce wśród węgierskich szachistów.